# Tubu
Tubu is een dorp in het district North-West in Botswana. De plaats telt 483 inwoners (2011).